# Felsenburg Rotštejn

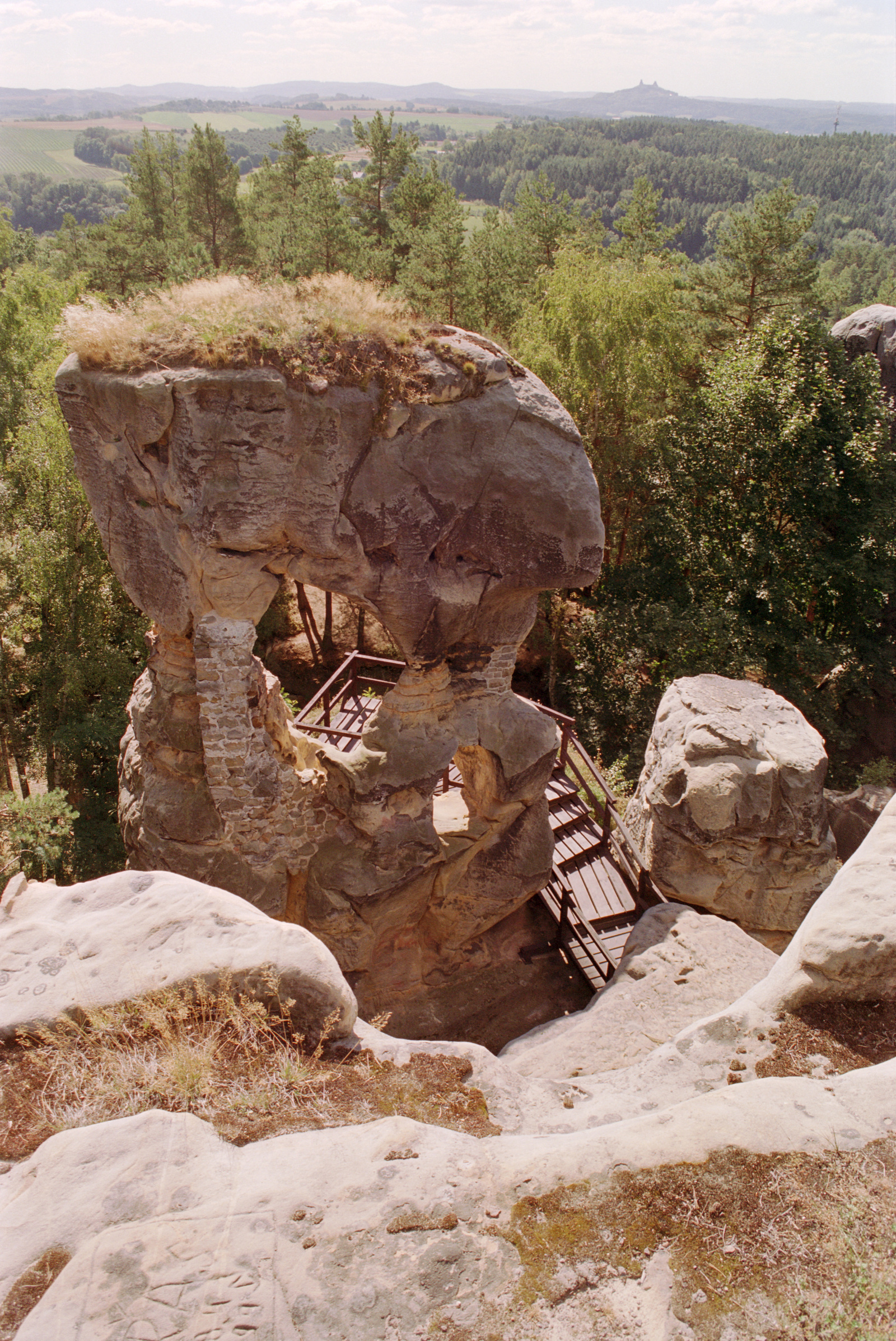
Burg Rotštejn, im Hintergrund Burg Trosky

Die Felsenburg Rotštejn (deutsch: Rothenstein) ist eine in ca. 450 m Höhe gelegene Ruine einer Felsenburg in der Region Liberec in Tschechien. Sie befindet sich in der Felsenstadt von Klokočí im Norden des Böhmischen Paradieses.

## Geschichte
Sie wurde vermutlich in der 2. Hälfte des 13. Jahrhunderts errichtet; die erste Erwähnung datiert auf das Jahr 1318. Bereits 1433 ist sie als wüst beschrieben.
Die Burg bestand zum überwiegenden Teil aus Holz. Erhalten sind einige Mauern, Durchgänge, ein Brunnen und in den Stein gehauene Räume.

## Zugänge
Erreichbar ist die Ruine auf einem gelb markierten Wanderweg, vom Westen her aus Turnov, aus östlicher Richtung vom Berg Kozákov. Die Lage am Rande der Felsenstadt erlaubt einen guten Ausblick, der allerdings auf die östliche Umgebung beschränkt ist.

## Galerie

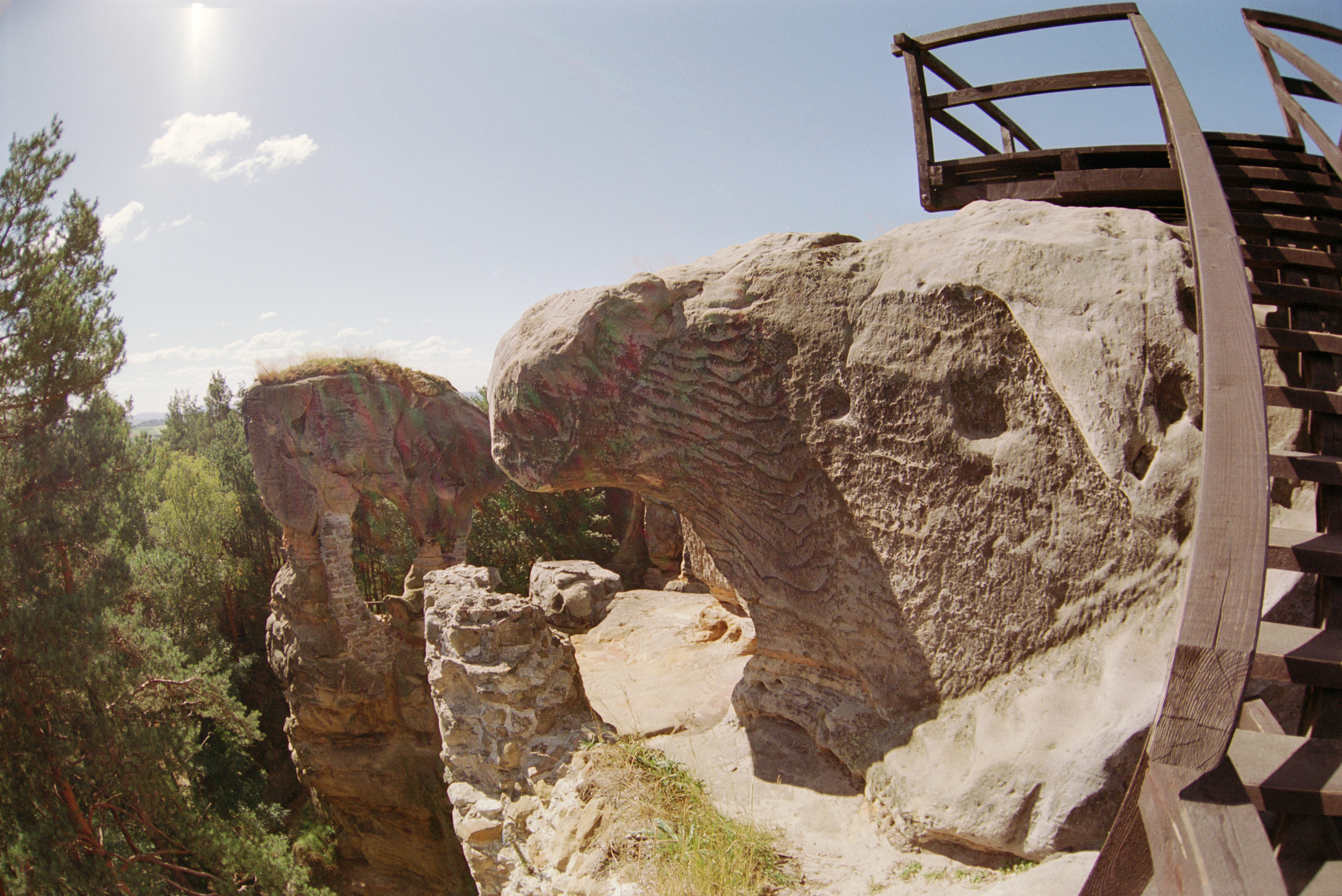
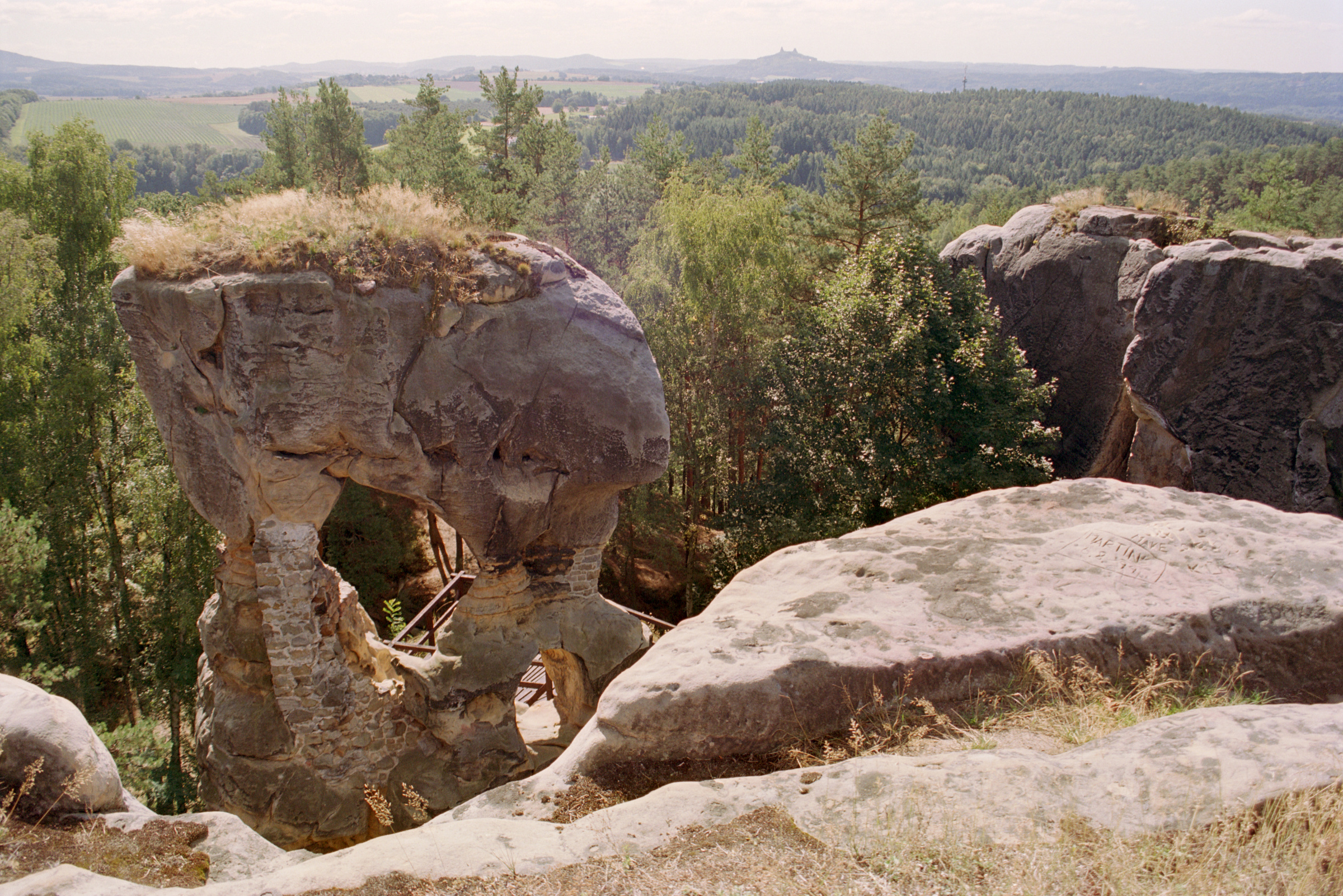
Im Hintergrund Burg Trosky
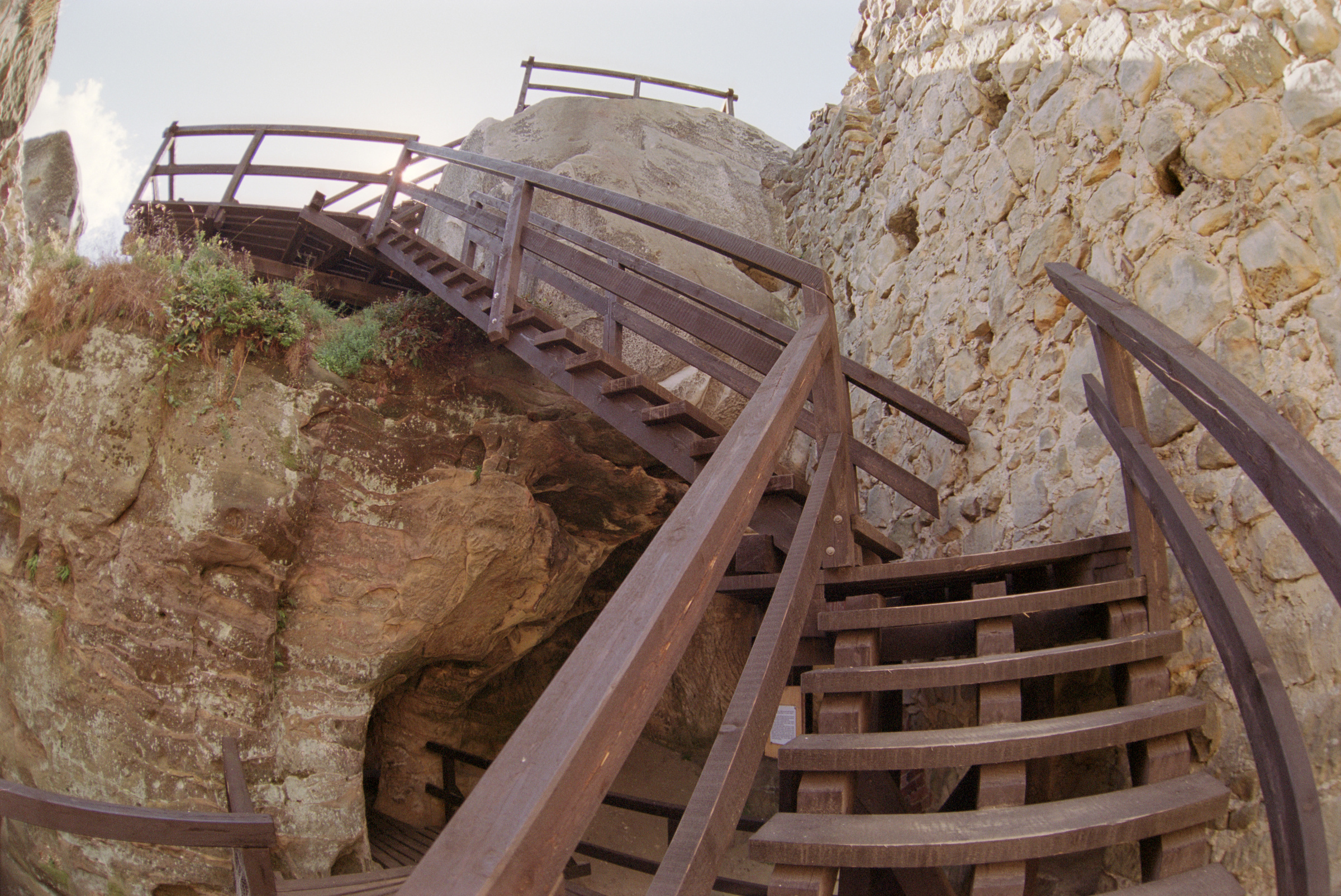
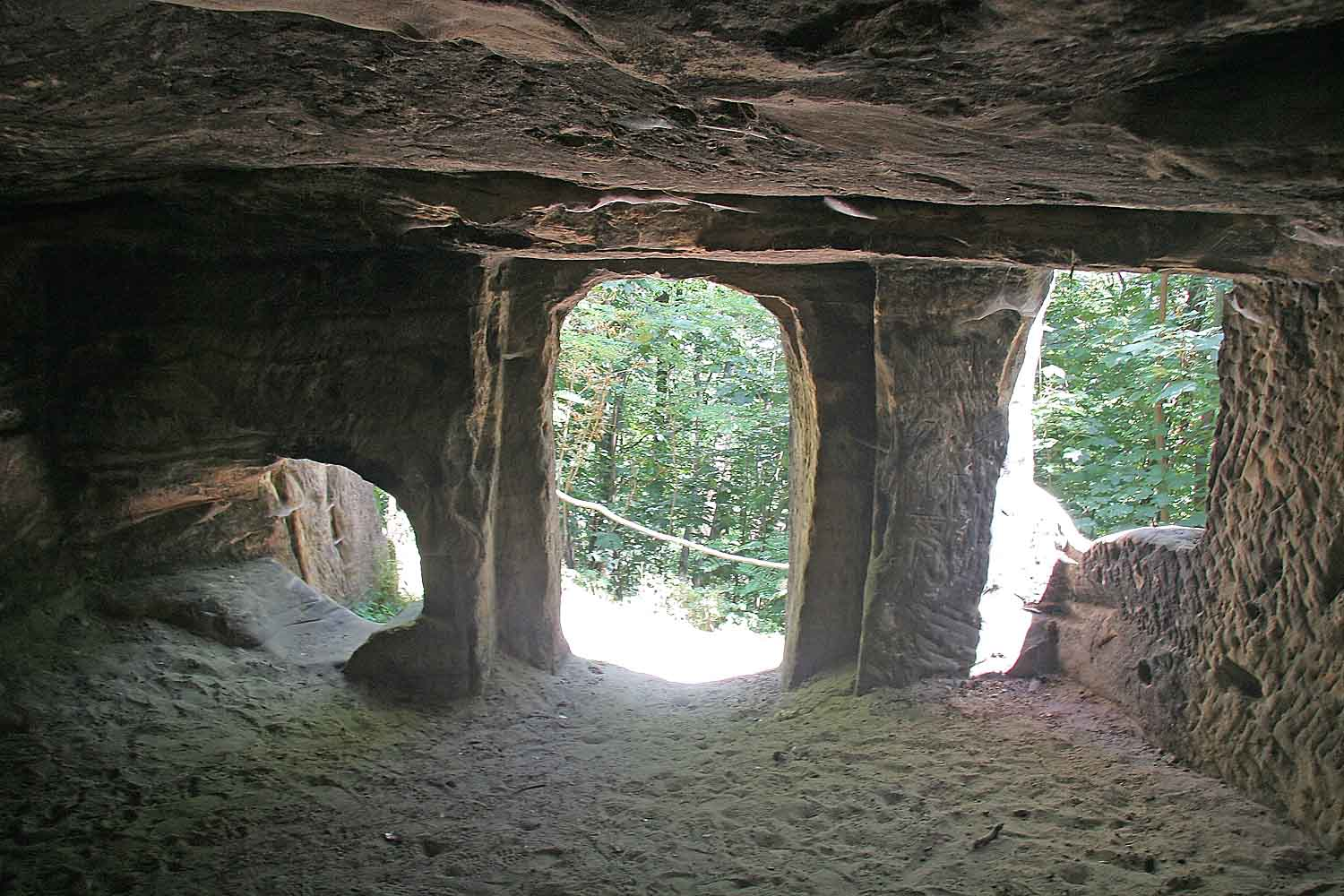
Felsenräume
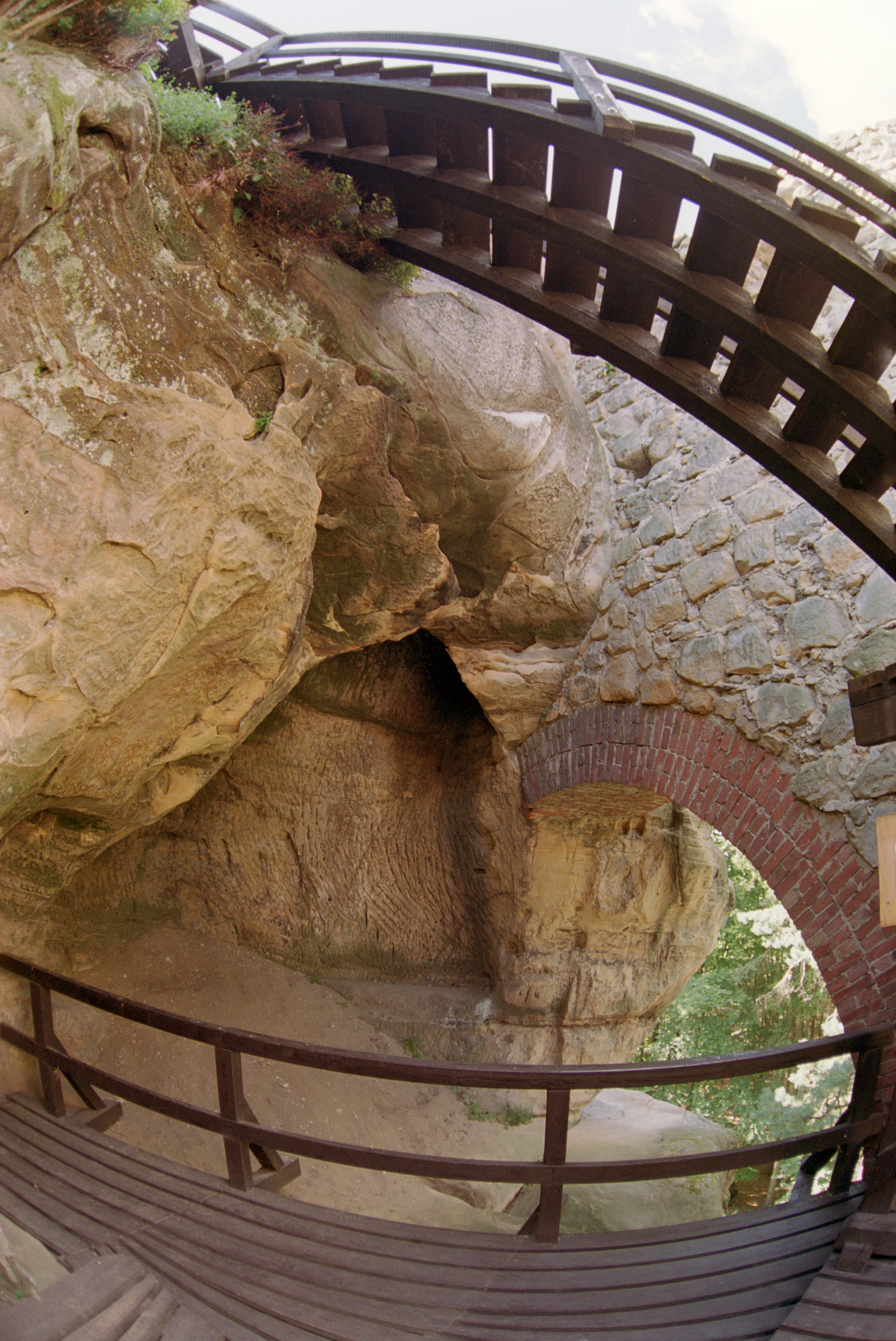
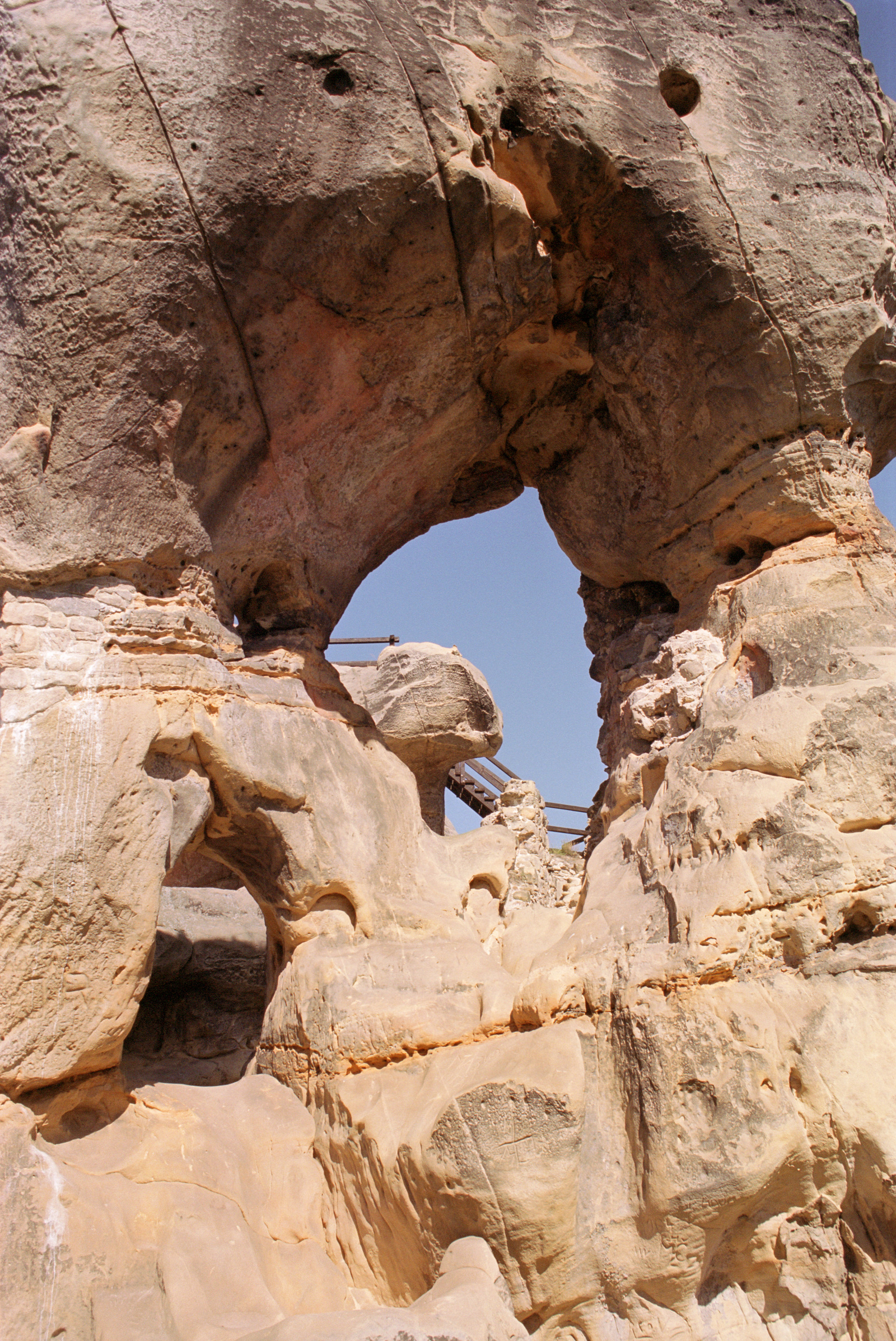
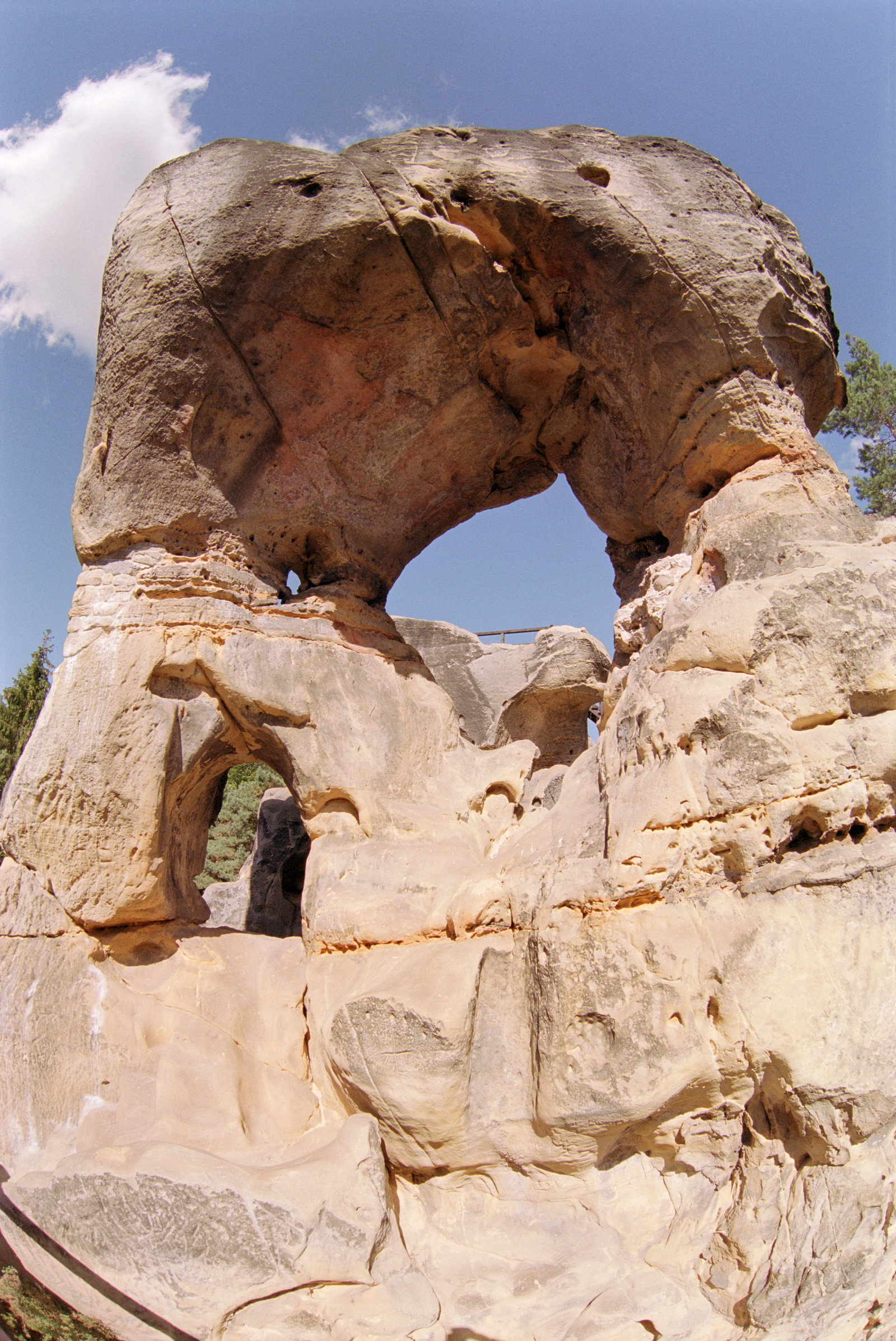